# Özlem Tekin

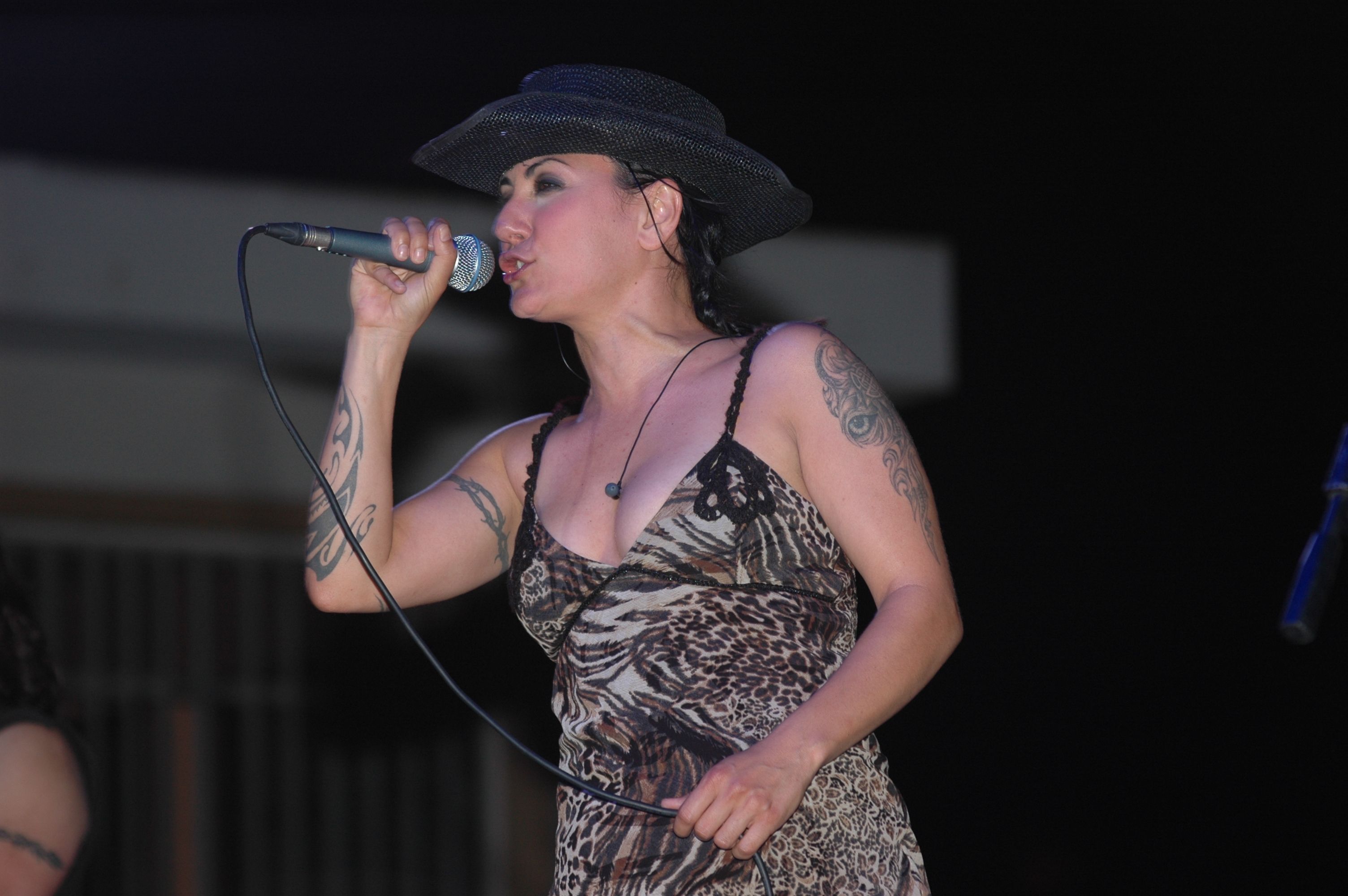
Özlem Tekin

Özlem Tekin (* 18. November 1971 in Kalifornien) ist eine türkische Rock-Sängerin.

## Jugend
Özlems Vater Talat Tekin war Professor an der University of California, Berkeley. Nach Tekins Geburt kehrte die Familie nach Ankara zurück. In der Grundschule wurde Tekin in französischer Sprache an der Tevfik Fikret Lisesi unterrichtet. Während dieser Zeit bekam sie Klavierstunden. Später schrieb sie sich im staatlichen Konservatorium der Hacettepe-Universität Ankara ein und studierte das Musikinstrument Klarinette. Während ihres Studiums trat sie auf verschiedenen Bühnen in Ankara auf. Während ihrer vorlesungsfreien Zeit im Sommer trat sie in Bodrum auf und interpretierte verschiedene Musikrichtungen, wie englischsprachigen Pop, Rock, Heavy Metal, Punk und Jazz. 1992 beendete Tekin ihr Studium.

## Anfänge
Aufgrund eines Angebotes der Musikgruppe Lokomotif zog Tekin nach İstanbul um. Kurze Zeit später trennte sie sich von Lokomotif und trat in die von Şebnem Ferah mitgegründete Girl-Rockband Volvox ein, bei der sie zwei Jahre lang blieb und als Sängerin und Keyboard-Spielerin mitwirkte. Während dieser Zeit lernte Tekin akustische Gitarre zu spielen und komponierte auf dieser ihre eigenen Lieder.

## Karriere
1996 veröffentlichte Tekin ihr erstes Album Kime Ne und erntete gute Kritiken. Durch gesellschaftskritische Lieder, wie das die Zwangsheirat thematisierende Duvaksız Gelin (Die Braut ohne Schleier) oder von Straßenkindern handelnde Herkes Şanslı Doğmuyor (Nicht Jeder Wird Mit Glück Geboren), wurde sie in der Türkei populär. Nachdem ihr 1998 erschienenes zweites Album mit härterem Rock weniger erfolgreich war, erschien 1999 ihr drittes Album Laubali als weicheres Rock- und Popalbum.
Nach dieser Zeit wurde es ruhig um Tekin. Sie hielt sich längere Zeit in den USA auf, wo sie unter anderem einen Kurs in Bildhauerei belegte. Mit den Worten alle Lieder innerhalb einer Woche geschrieben zu haben, veröffentlichte Tekin 2002 ihr viertes Album Tek Başıma (Ganz Alleine). Nach diesem Album versuchte sie Abstand zur Musik zu gewinnen und kündigte an, sie wolle kein weiteres Album mehr herausbringen und ihr weiteres Leben im Ausland verbringen.
2005 erschien jedoch ihr bisher härtestes Album 10, 9, 8, 7, 6, 5, 4, 3, 2, 1, 0 und mit der Veränderung ihrer Musikrichtung scheint ihre Krise vorerst beendet. Im Oktober 2006 startete der Film Hokkabaz in den Kinos. Hier glänzt sie als „geheimnisvolle Braut“ an der Seite von Cem Yılmaz, der die Hauptrolle spielt und Mazhar Alanson (einer der Sänger von MFÖ), der Yilmaz verrückten Vater spielt.
Seit 2008 ist sie als Moderatorin der TV-Show „Hiperaktif“ auf dem Sender Kral TV zu sehen. Auf dem im Januar 2008 erschienenen Album Sonsuz der Gruppe Badem singt Tekin im Duett das Lied Kalpsiz. 2009 sang sie zusammen mit Mişa das Duett Dost Kalamam. 2010 erschien ihr Album Bana Bi’şey Olmaz. Auf dem 2013 erschienenen Album Akustik 2012 von Ogün Sanlısoy singt Tekin das Duett Dayanamam.
In ihrer bisherigen Musiklaufbahn machte sie sich mit Hits wie Aşk Her Şeyi Affeder Mi?, Dağları Deldim oder Sen Anla auf sich aufmerksam.

## Sonstiges
Am 8. August 2008 heiratete sie Cem Öcal, den Backgroundsänger von Kenan Doğulu. 2011 wurde die Ehe geschieden.
2016 zog sie sich aus dem Musikgeschäft zurück und übersiedelte in ein Dorf in der Provinz Muğla.

## Diskografie

### Alben
- 1995: Kime Ne
- 1998: Öz
- 1999: Laubali
- 2002: Tek Başıma
- 2005: 109876543210
- 2010: Bana Bi’şey Olmaz
- 2013: Kargalar

### Singles
| - 1996: Aşk Her Şeyi Affeder Mi? - 1996: Duvaksız Gelin - 1996: Yar Bana Varmadı - 1997: Herkes Şanslı Doğmuyor - 1998: Bahar - 1998: Yol - 1999: Laubali - 1999: Yazmamışlar (Hintergrundstimme: Doğuş) - 2000: Biri Var - 2002: Dağları Deldim - 2002: Hep Yek - 2004: Kara Sevda | - 2005: Değmez - 2006: Cinayet - 2008: Kalpsiz (mit Badem) - 2009: Dost Kalamam (mit Mişa) - 2010: Yatağım Boş - 2010: Kimse Bilmez - 2011: Sen Anla - 2011: Bana Bi'şey Olmaz - 2012: Dayanamam (mit Ogün Sanlısoy) - 2013: Kargalar - 2014: Dans Et (mit Ozan Doğulu) - 2015: Sokaklar Bende (mit Boss Dogz) |

### Gastauftritte
- 1994: VaVa Vazgeçme (von Cenk Sökmen – Hintergrundstimme)
- 1997: Papatya (von Teoman – Hintergrundstimme)
- 2004: Sen Anla (von Levent Yüksel – Hintergrundstimme)
- 2007: Ben Uyurken (von Öztürk – Hintergrundstimme)

## Filmografie
- seit 2008: Hiper Aktif auf Kral TV

## Auszeichnungen
- 1997: Kral Türkiye Müzik Award in der Kategorie Beste Newcomerin